# Brave (Pennsylvanie)
Pour les articles homonymes, voir Brave.
Brave est une census-designated place située dans le comté de Greene, dans le Commonwealth de Pennsylvanie, aux États-Unis. Sa population, qui s’élevait à 201 habitants lors du recensement de 2010, est estimée à 209 habitants au 1er juillet 2020.

## À noter
Skylar Neese a été assassinée dans les environs de Brave.